# 固氮作用
固氮作用簡稱固氮（英語：nitrogen fixation），是一種化學過程，指将空氣中游離態的单质氮（氮气）轉化為氮化合物（如硝酸盐、氨、二氧化氮）的过程。可分为自然固氮以及人工固氮两种。
固氮對於地球上的生命至關重要，因為所有含氮有機化合物（如胺基酸、多肽和蛋白質、三磷酸核苷和核酸）的生物合成都需要固定的無機氮化合物。作為氮循環的一部分，它對於土壤肥力以及陸生植物和半水生植被的生長至關重要，而這些生態系統的所有消費者都依賴這些植被的生物量。因此，固氮對於人類社會維持農業產量（特別是主要作物）、牲畜飼料和漁業（野生漁業和水產養殖）收成的糧食安全至關重要。它也與所有含氮工業產品的製造間接相關，其中包括化學肥料、藥品、紡織品、染料和炸藥。

## 自然固氮
自然固氮（Natural nitrogen fixation）是在自然狀態下（非人工），將大气中遊離態的氮（氮气）轉化為含氮化合物（如硝酸盐、氨、二氧化氮）的過程。自然固氮的途徑主要有兩種：
1. 氣電固氮：在大氣中遊離態的氮通過閃電等產生含氮化合物的高能固氮，約占自然固氮的10%。
2. 生物固氮：即自然界中的一些微生物種群（如豆科植物的根瘤菌）通過體內的固氮酶將空氣中的氮氣通過生物化學過程轉化為含氮化合物，約占自然固氮的90%。

### 生物固氮
微生物自生或与植物共生，通过体内固氮酶的作用，将大气中的氮还原成氨的过程。
自生固氮的细菌有固氮菌、巴氏梭菌、克氏杆菌、光合细菌等。与豆科植物共生固氮的有根瘤菌。非豆科植物共生固氮的有放线菌。蓝綠藻如念珠藻、项圈藻等能自身固氮，也能与其他植物如满江红共生固氮。此外茜草科、紫金牛科和薯蓣科中某些植物叶片上有固氮微生物共生的叶瘤。

#### 固氮機制
因故氮对于植物和土壤的氮肥供应有重要作用。其機制即菌體通過固氮酶將大气中遊離態的氮（氮气）轉化為含氮化合物、注入到土壤中，从而提高土壤的肥力，謂之生物固氮。或大氣中遊離態的氮通過閃電等產生含氮化合物的高能固氮，謂之氣電固氮。

## 人工固氮
人工固氮一般指通过化学方法，使氮气单质转化为含氮的化合物。历史上曾经使用伯克兰-艾德法与弗兰克-卡罗法，但两者能耗大、效率低，已经停用。目前工业上最常用的是哈伯法，也就是氮气与氢气在高温高压并以铁为催化剂的条件下发生化合生成氨，然后再经一系列的反应转化为其他有价值的化合物，如硝酸、氮肥、硝基炸药（如硝化甘油）等等。
人工固氮的另一种则是仿生固氮。目前仿生固氮的研究正在进行之中，主要以双氮配合物为基础，用钼和钌等过渡金属的双氮配合物弱化氮氮间的三键，从而达到固氮的目的。第一个双氮配合物于1965年制得（[Ru(NH3)5(N2)]2+）。此类配合物中的双氮配体可以只和一个金属中心相连，也可以作两个（或多个）金属的桥连配体。2003年报道了首个在常温常压下将氮气还原为氨的例子（见下图），然而催化效果不理想，催化剂容易失去活性：

## 閃電

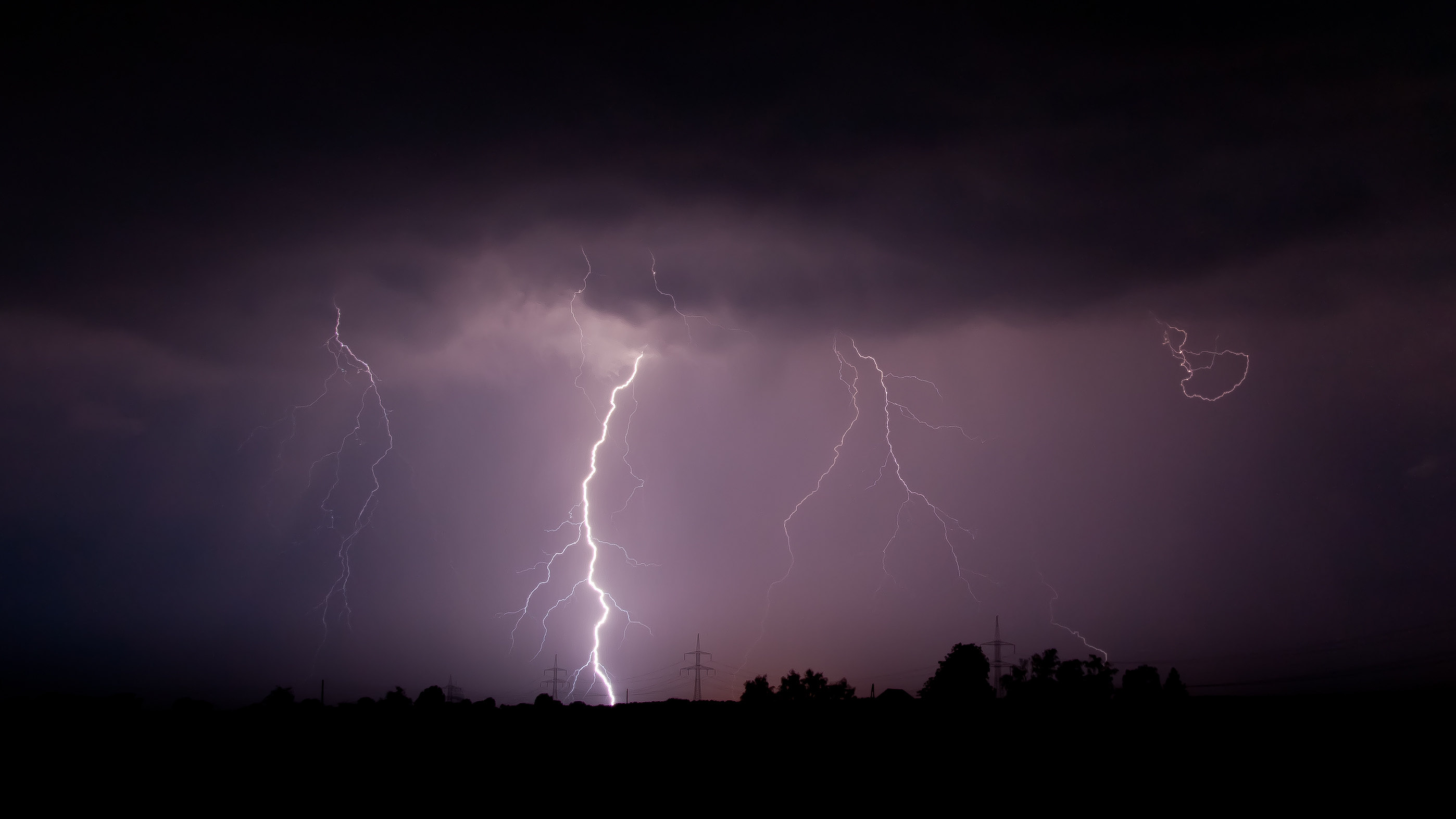
閃電在高溫等離子體中加熱周圍的空氣，破壞氮氣的鍵，開始形成亞硝酸。

閃電將大氣中的氮氣和氧氣轉化為氮氧化物。由於氮原子之間的三鍵，氮氣分子高度穩定且沒有反應。閃電產生足夠的能量和熱量來打破這種結合讓氮原子與氧反應，形成氮氧化物。這些化合物不能被植物利用，但當分子冷卻時，它會與氧氣反應形成二氧化氮，進而與水反應生成亞硝酸或硝酸。當這些酸滲入土壤時，會產生硝酸鹽，對植物有用。

## 外部連結
- A Brief History of the Discovery of Nitrogen-fixing Organisms, Ann M. Hirsch (2009)
- Marine Nitrogen Fixation laboratory at the University of Southern California（页面存档备份，存于）